# Смолли, Ричард
Ри́чард Смо́лли (англ. Richard Errett Smalley; 6 июня 1943, г. Акрон, Огайо — 28 октября 2005, Хьюстон, Техас) — американский физик, в 1996 году вместе с Робертом Кёрлом и Харольдом Крото получил Нобелевскую премию за открытие новой формы углерода — фуллеренов.
Университетский профессор Университета Райса, член Национальной академии наук США (1990).

## Биография
Учился в Мичиганском университете, получил степень бакалавра в 1965 году. В 1973 году получил степень доктора философии в Принстонском университете. Учёбу и занятия наукой Смолли сочетал с работой в химической отрасли, где приобрёл инженерные навыки и опыт руководителя.
Поступив после защиты диссертации на работу в Чикагский университет, Смолли вместе с коллегами развивает новое направление — лазерную спектроскопию в сверхзвуковых потоках. В 1976 году вместе с семьёй переезжает в Хьюстон в штате Техас и занимает должность доцента в Университете Райса.
Продолжая работу в спектроскопии, Смолли анализирует состав атомных кластеров, образующихся при испарении различных веществ лазером и последующем охлаждении в сверхзвуковых потоках. Используя эту методику, в 1985 году он в сотрудничестве с коллегой по университету Робертом Керлом и Гарольдом Крото из британского Университета Сассекса открывает новые сфероподобные формы углерода — фуллерены. В последующее десятилетие Смолли продолжает заниматься изучением фуллеренов (в частности C28, C70 и эндоэдральных фуллеренов), а также исследует синтез углеродных нанотрубок в присутствии различных катализаторов.
Получив за открытие фуллеренов Нобелевскую премию, Смолли убеждает руководство открыть при университете Центр нанонауки и технологий (Rice Center for Nanoscience and Technology — CNST). Его группа разрабатывает метод синтеза нанотрубок из монооксида углерода под высоким давлением и передаёт технологию созданной при центре компании Carbon Nanotechnologies.
Активный сторонник развития и популяризации нанотехнологий, Смолли в то же время резко полемизирует с Эриком Дрекслером — нанотехнологическим активистом, продвигающим идеи молекулярных роботов-сборщиков. Смолли указывает на фундаментальные проблемы, которые препятствуют созданию саморазмножающихся роботов, и опасается, что рисуемые Дрекслером апокалипсические картины могут серьёзно ослабить поддержку нанотехнологий в обществе.
В свои последние годы больной лейкемией Смолли старался обратить внимание учёных и общества на глобальные задачи, важнейшей из которых он считал поиск недорогих и чистых источников энергии. Несмотря на болезнь, он не жалел сил на пропаганду науки и образования под девизом «Будь учёным — спаси мир».
Член Американской академии искусств и наук (1991), Американской ассоциации содействия развитию науки и фелло Американского физического общества (1986).

## Награды
- 1991 — Премия Ирвинга Ленгмюра[англ.]
- 1991 — Премия Эрнеста Лоуренса
- 1992 — Премия Джеймса Макгруди за исследования в области новых материалов
- 1993 — Медаль Джона Скотта
- 1993 — Премия памяти Рихтмайера
- 1994 — Премия «Хьюллетт-Пакард»
- 1996 — Медаль Франклина
- 1996 — Нобелевская премия по химии